# Jurinia hyalipennis
Jurinia hyalipennis är en tvåvingeart som först beskrevs av Macquart 1835.  Jurinia hyalipennis ingår i släktet Jurinia och familjen parasitflugor. Inga underarter finns listade i Catalogue of Life.